# Rivulidae
Famille
Les Rivulidae sont une famille de poissons  de l'ordre des Cyprinodontiformes. Cette famille n'est pas reconnue par ITIS qui place ses genres dans la sous-famille des Rivulinae, famille des Aplocheilidae. Les espèces de ce genre se rencontrent en Amérique. 17 de ces poissons sont regroupés au sein du genre Rivulinae: Aphyolebias, Austrofundulus, Gnatholebias, Llanolebias, Maratecoara, Micromoema, Moema, Neofundulus, Papiliolebias, Pituna, Plesiolebias, Pterolebias, Rachovia, Renova, Stenolebias, Terranatos, Trigonectes et Laimosemion.

## Liste des genres
Selon FishBase (8 mai 2014):
- genre Anablepsoides
- genre Aphyolebias
- genre Atlantirivulus
- genre Austrofundulus
- genre Austrolebias
- genre Campellolebias
- genre Cynodonichthys
- genre Cynolebias
- genre Cynopoecilus
- genre Gnatholebias
- genre Hypsolebias
- genre Kryptolebias
- genre Laimosemion
- genre Leptolebias
- genre Llanolebias
- genre Maratecoara
- genre Melanorivulus
- genre Micromoema
- genre Millerichthys
- genre Moema
- genre Nematolebias
- genre Neofundulus
- genre Notholebias
- genre Ophthalmolebias
- genre Papiliolebias
- genre Pituna
- genre Plesiolebias
- genre Prorivulus
- genre Pterolebias
- genre Rachovia
- genre Renova
- genre Rivulus
- genre Simpsonichthys
- genre Spectrolebias
- genre Stenolebias
- genre Terranatos
- genre Trigonectes

### Note
Selon ITIS, classé dans la sous-famille des Rivulinae et la famille des Aplocheilidae:
- genre Aphyolebias Costa, 1998
- genre Austrofundulus Myers, 1932
- genre Austrolebias Costa, 1998
- genre Campellolebias Vaz-Ferreira et Sierra de Soriano, 1974
- genre Cynolebias Steindachner, 1876
- genre Cynopoecilus Regan, 1912
- genre Gnatholebias Costa, 1998
- genre Leptolebias Myers, 1952
- genre Maratecoara Costa, 1995
- genre Megalebias Costa, 1998
- genre Micromoema Costa, 1998
- genre Millerichthys Costa, 1995
- genre Moema Costa, 1989
- genre Nematolebias Costa, 1998
- genre Neofundulus Myers, 1924
- genre Papiliolebias Costa, 1998
- genre Pituna Costa, 1989
- genre Plesiolebias Costa, 1989
- genre Pterolebias Garman, 1895
- genre Rachovia Myers, 1927
- genre Renova Thomerson et Taphorn, 1995
- genre Rivulus Poey, 1860
- genre Simpsonichthys Carvalho, 1959
- genre Spectrolebias Costa et Nielsen, 1997
- genre Stenolebias Costa, 1995
- genre Terranatos Taphorn et Thomerson, 1978
- genre Trigonectes Myers, 1925

### Autres
- (fr + en) EOL : famille des Rivulidae
- (fr + en) ITIS : Rivulinae